# Phyrama
Phyrama is een geslacht van rechtvleugeligen uit de familie sabelsprinkhanen (Tettigoniidae). De wetenschappelijke naam van dit geslacht is voor het eerst geldig gepubliceerd in 1889 door Karsch.

## Soorten
Het geslacht Phyrama omvat de volgende soorten:
- Phyrama interjectum Karsch, 1889
- Phyrama laticolle Carl, 1914
- Phyrama majus Brunner von Wattenwyl, 1895